# Douglas Luiz
Douglas Luiz Soares de Paulo (Río de Janeiro, 9 de mayo de 1998) es un futbolista brasileño que juega de mediocampista en la Juventus F. C. de la Serie A de Italia.

## Trayectoria

### Vasco da Gama
El 23 de agosto de 2016, mientras entrenaba con la sub-20 del Vasco da Gama, a Douglas se le comunicó que debía incorporarse al plantel profesional para viajar con la delegación a Santos y Juiz de Fora, sustituyendo a Marcelo Mattos, quien se había lesionado durante uno de los últimos entrenamientos previos al viaje. De esta forma, cuatro días después, debutó oficialmente el 27 de agosto, durante el empate de 2 a 2, contra el Tupi. El 31 de agosto, durante su segundo juego, disputado contra el Vila Nova, convirtió su primera anotación; el partido, sin embargo, se perdió por 1 a 2.
Disputó su último partido con la camiseta del Vasco el 2 de julio, en el empate 2-2 ante el Coritiba, en el Couto Pereira, en un partido válido por el Campeonato Brasileño. Durante su etapa en el Vasco da Gama como profesional, el mediocampista disputó 39 partidos y marcó cinco goles, ganó un título de Taça Rio y un premio individual, siendo nombrado Equipo del Año del Campeonato Carioca.

### Manchester City y cesión al Girona
El 15 de julio de 2017 fue traspasado por cinco temporadas al Manchester City, a cambio de 12 millones de euros. No obstante, el club inglés lo cedió inmediatamente al Girona, recién ascendido a la Primera División de España. Debutó el 5 de agosto en un partido amistoso celebrado en Puertollano, el Girona se enfrentó al Getafe y perdió 1-0, con gol del japonés Shibasak. Jugó 15 partidos en la liga española, disputando los 90 minutos solo una vez durante ese periodo. En la Copa del Rey, solo se enfrentó al Levante, donde disputó los dos partidos posibles.
En la temporada 2018-19 regresó al conjunto catalán, también como cedido. En La Liga, el disputó 23 partidos. Sin embargo, no pudo evitar que su equipo terminara 18.º y descendiera. En la Copa del Rey 2018-19, Douglas disputó los seis partidos del equipo en la competición. El Girona fue eliminado en cuartos de final por el Real Madrid, pero logró eliminar al Atlético de Madrid y al Alavés en rondas previas. Con el Girona, disputó un total de 46 partidos, 29 de ellos en la temporada 2018-19, siendo titular en 21 ocasiones.

### Aston Villa
El 25 de julio de 2019 el Aston Villa F. C. hizo oficial su fichaje por 15 millones de libras.
Hizo su debut con los Villans el 10 de agosto, entrando como suplente en la primera jornada de la liga, que se perdió 3-1 contra el Tottenham.
En el siguiente partido, que se perdió 2-1 contra el Bournemouth, hizo su primera titularidad y también marcó su primer gol con la nueva camiseta.
En su debut en la Premier League, disputó un total de 36 partidos, siendo titular en 28 ocasiones. Terminó tercero en minutos jugados por el Aston Villa en liga, solo por detrás de Tyrone Mings y Jack Grealish.
En la temporada 2021-22, hizo 35 apariciones la temporada pasada, anotando dos goles y brindando tres asistencias. Al final de la temporada 2022-23, fue galardonado con el premio al Jugador de la Temporada del Aston Villa. Jugó 39 partidos y registró 6 goles y 6 asistencias. En la temporada 2023-24, logró registrar diez goles y diez asistencias en 53 apariciones en todas las competiciones.
En los cinco años que estuvo disputó más de 150 partidos y ayudó al equipo a clasificarse en dos ocasiones para disputar competiciones europeas.

### Juventus F. C.
El 30 de junio de 2024 se anunció su incorporación a la Juventus F. C. para las siguientes cinco temporadas a cambio de 50 millones de euros. El 19 de agosto debutó con la Juventus en el partido en casa contra el Como, entrando en la segunda parte como suplente de Manuel Locatelli.
En su primera temporada en la Bota, Douglas fue pasado por alto por el técnico Thiago Motta, por lo que jugó sólo 27 partidos sin goles ni asistencias.

## Selección nacional
Es internacional con la selección de Brasil. Debutó el 19 de noviembre de 2019 en un amistoso ante Corea del Sur que ganaron por 3-0.

### Participaciones en Copas América
| Torneo            | Sede           | Resultado        | Partidos | Goles |
| ----------------- | -------------- | ---------------- | -------- | ----- |
| Copa América 2021 | Brasil         | Subcampeón       | 2        | 0     |
| Copa América 2024 | Estados Unidos | Cuartos de final | 3        | 0     |

## Estadísticas

### Clubes
Actualizado al último partido disputado el 19 de junio de 2025.
| Vasco da Gama · Brasil | 2.ª           | 2016          | 14  | 2  | 0  | 0 | 1  | 0 | 0  | 0 | 15  | 2  | 0.13 |
| Vasco da Gama · Brasil | 1.ª           | 2017          | 11  | 1  | 10 | 2 | 3  | 0 | 0  | 0 | 24  | 3  | 0.13 |
| Vasco da Gama · Brasil | Total club    | Total club    | 25  | 3  | 10 | 2 | 4  | 0 | 0  | 0 | 39  | 5  | 0.13 |
| Girona F. C. · España | 1.ª           | 2017-18       | 15  | 0  | —  | — | 2  | 0 | —  | — | 17  | 0  | 0    |
| Girona F. C. · España | 1.ª           | 2018-19       | 23  | 0  | —  | — | 6  | 0 | —  | — | 29  | 0  | 0    |
| Girona F. C. · España | Total club    | Total club    | 38  | 0  | 0  | 0 | 8  | 0 | 0  | 0 | 46  | 0  | 0    |
| Aston Villa F. C. Inglaterra | 1.ª           | 2019-20       | 36  | 3  | —  | — | 6  | 0 | —  | — | 42  | 3  | 0.07 |
| Aston Villa F. C. Inglaterra | 1.ª           | 2020-21       | 33  | 0  | —  | — | 1  | 0 | —  | — | 34  | 0  | 0    |
| Aston Villa F. C. Inglaterra | 1.ª           | 2021-22       | 34  | 2  | —  | — | 1  | 0 | —  | — | 35  | 2  | 0.06 |
| Aston Villa F. C. Inglaterra | 1.ª           | 2022-23       | 37  | 6  | —  | — | 3  | 1 | —  | — | 40  | 7  | 0.18 |
| Aston Villa F. C. Inglaterra | 1.ª           | 2023-24       | 35  | 9  | —  | — | 4  | 0 | 14 | 1 | 53  | 10 | 0.19 |
| Aston Villa F. C. Inglaterra | Total club    | Total club    | 175 | 20 | 0  | 0 | 15 | 1 | 14 | 1 | 204 | 22 | 0.11 |
| Juventus F. C. · Italia | 1.ª           | 2024-25       | 19  | 0  | —  | — | 1  | 0 | 7  | 0 | 27  | 0  | 0    |
| Juventus F. C. · Italia | Total club    | Total club    | 19  | 0  | 0  | 0 | 1  | 0 | 7  | 0 | 27  | 0  | 0    |
| Total carrera | Total carrera | Total carrera | 257 | 23 | 10 | 2 | 28 | 1 | 21 | 1 | 316 | 27 | 0.09 |
| (1) Incluye datos de Campeonato Carioca. (2) Incluye datos de Copa do Brasil, Copa del Rey, Copa de la Liga de Inglaterra, FA Cup y Supercopa de Italia. (3) Incluye datos de Liga de Campeones de la UEFA, Liga Europa Conferencia de la UEFA y Copa Mundial de Clubes de la FIFA. (4) No incluye goles en partidos amistosos. |               |               |     |    |    |   |    |   |    |   |     |    |      |

## Palmarés

### Campeonatos estatales
| Título   | Club                | Estado         | Año  |
| -------- | ------------------- | -------------- | ---- |
| Taça Río | C. R. Vasco da Gama | Río de Janeiro | 2017 |

### Campeonatos internacionales
| Título                    | Club o selección | Sede  | Año  |
| ------------------------- | ---------------- | ----- | ---- |
| Torneo Olímpico de Fútbol | Brasil olímpica  | Japón | 2020 |